# Blasieholmstorg

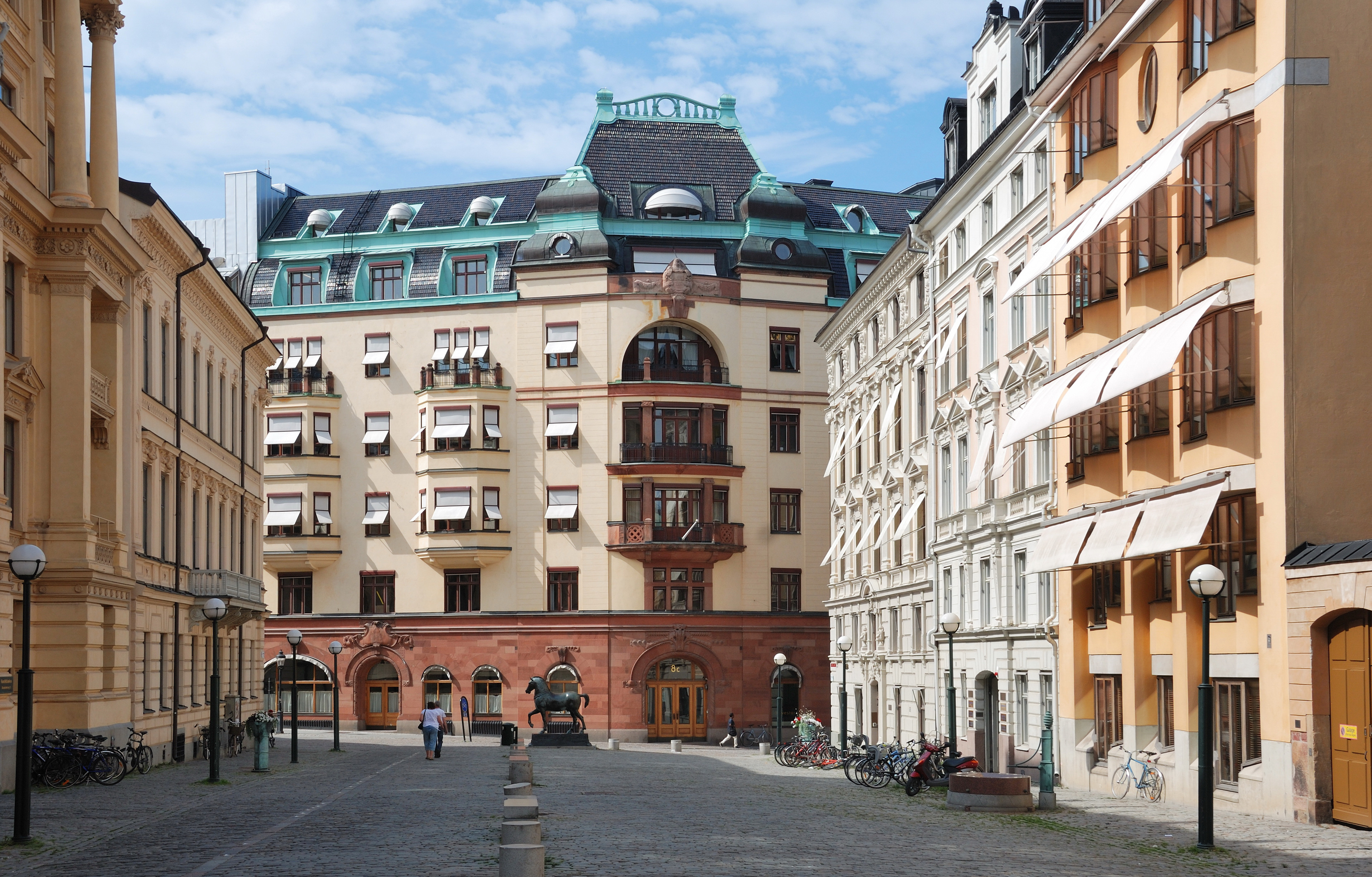
Blasieholmstorg, juli 2011.

Blasieholmstorg är ett torg på Blasieholmen på Norrmalm i Stockholm. Det ligger mellan Stallgatan och Arsenalsgatan, och är cirka 80 x 20 meter stort.

## Namnet
Torget fick sitt nuvarande namn i början av 1800-talet, långt efter det att Blasieholmen knutits ihop med Norrmalm genom landhöjning och utfyllnader. Noga räknat ligger inte torget på holmen, eftersom det forna sundet låg bortom Stallgatan.

## Historia
I slutet av 1640-talet flyttades Stockholms örlogsbas från Blasieholmen till Skeppsholmen. I den stadsplan som upprättades därefter på Drottning Kristinas initiativ lades tomter ut vid det rektangulära torget. Under 1650- och 1660-talet bebyggdes tomterna med palats.
Till det yttre har miljön kring torget därefter bibehållit sin karaktär. En arkitektonisk omgestaltning av torget genomfördes 1989 under medverkan av skulptören Sivert Lindblom.

## Hästarna från Konstantinopel och Venedig
I vardera änden av torget står en bronshäst. De är avgjutningar av bysantinska hästskulpturer på Markusplatsen i Venedig. Originalen togs som krigsbyte vid det fjärde korståget mot Konstantinopel 1204. De omedelbara förlagorna till hästarna på Blasieholmstorg var avgjutningar som finns i Glyptoteket i Köpenhamn.